# Wahlamia
Wahlamia is een geslacht van insecten uit de orde vliesvleugeligen (Hymenoptera) en de familie Ichneumonidae.

## Soorten
- W. anasiphaga Ugalde & Gauld, 2002
- W. brevigena Ugalde & Gauld, 2002
- W. corticauda Ugalde & Gauld, 2002
- W. illuminata Ugalde & Gauld, 2002
- W. incognita Ugalde & Gauld, 2002
- W. phloridifobia Ugalde & Gauld, 2002
- W. taliskiphila Ugalde & Gauld, 2002